# Dorfkirche Ramin

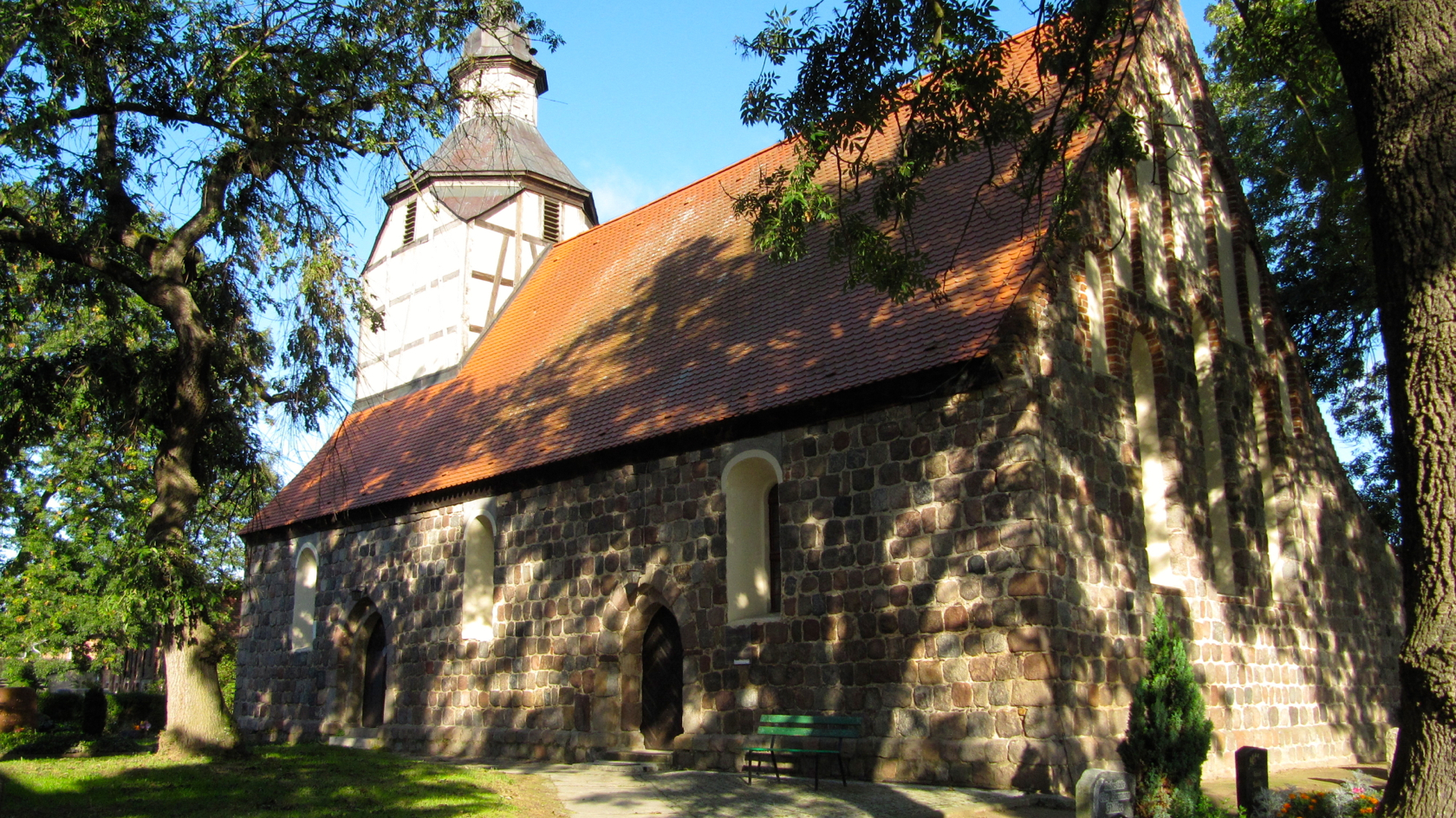
Feldsteinkirche Ramin

Die evangelische Feldsteinkirche ist ein denkmalgeschütztes Kirchengebäude in Ramin, im Landkreis Vorpommern-Greifswald (Mecklenburg-Vorpommern). Es handelt sich hier um eines der ältesten erhaltenen Granitsteinquaderbauten in Vorpommern. Das Gebäude, das zum Pfarramt Retzin in der Propstei Pasewalk der Evangelisch-Lutherischen Kirche in Norddeutschland gehört, steht inmitten eines mit einer Feldsteinmauer umsäumten Friedhofes. Das Kirchhofportal aus Backstein ist mit Fialaufsätzen bekrönt. Es stammt vom 15. Jahrhundert und steht ebenfalls unter Denkmalschutz.

## Geschichte und Architektur

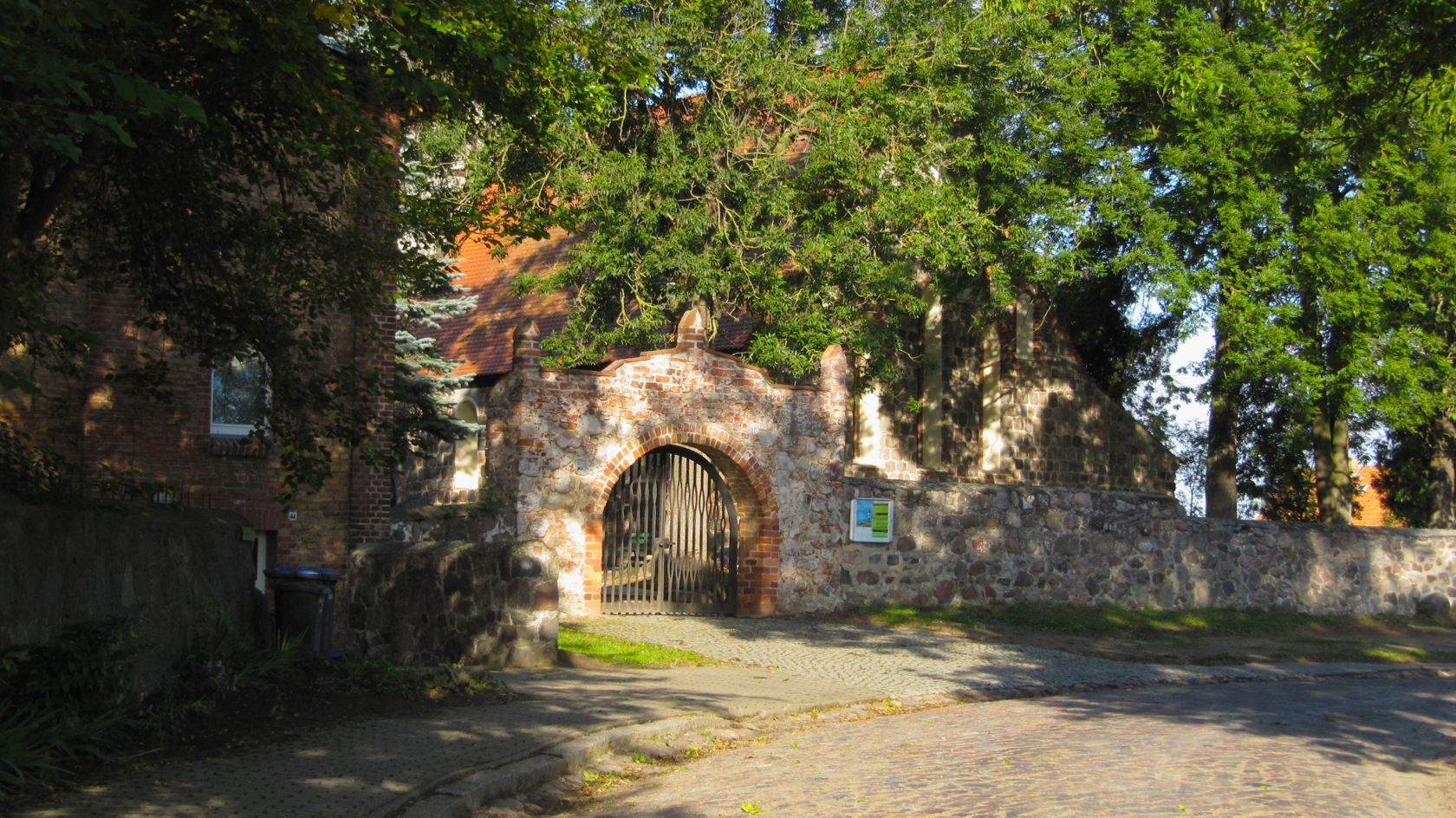
Kirchhofsmauer mit Portal

Die frühgotische sorgfältig ausgeführte Feldsteinkirche wurde im 13. Jahrhundert errichtet. Der Ostgiebel ist durch drei schmale Fenster gegliedert, die Blendnischen darüber sind mit Backsteinen gerahmt. Der Giebelturm im Westen besitzt einen quadratischen Grundriss und ist seit 1926 mit einem achteckigen, kupfergedeckten Dach bekrönt; die Laterne mit Glockenhaube ist geschlossen. Die Wetterfahne wurde 1726 aufgesetzt, über dem Portal aus Backstein befinden sich zwei Ecktürmchen. Der Innenraum war ursprünglich mit einer flachen Decke aus Holzbalken versehen. Wegen Veränderungen am Dachstuhl von 1979 bis 1982 wurde die Decke erhöht, sie ruht auf Holzstützen.

## Ausstattung
Die Ausstattung wurde von 1979 bis 1982 verändert.
- Johann Heinrich Schmidt aus Stettin goss 1724 die Glocke.[5]
- Das Gestühl, die Westempore und der Altar wurden bei der Renovierung um 1980 eingebaut.
- Der Korb des ehemaligen Kanzelaltares ist eine Arbeit aus der Zeit um die Hälfte des 17. Jahrhunderts. Die Brüstungsfelder sind marmoriert, die Ecken sind mit Säulchen geschmückt.[6]

## Orgel
Die Orgel baute Barnim Grüneberg aus Stettin als Opus 258 in der Zeit um 1850, sie ist mit einem schlichten Prospekt ausgestattet. Die Grundsubstanz des Instrumentes mit Holzpfeifen, Spieltisch, Windsystem und Windladen ist fast vollständig erhalten. Der Balg befindet sich im Untergehäuse der Orgel, er ist mit originaler Garnierung in einem sehr guten Zustand. In der Nachkriegszeit wurden sämtliche Metallpfeifen gestohlen, wegen der dürftigen Versorgungslage in der DDR wurden sie durch Teile aus anderen Orgeln ersetzt. Auf Manual und Pedal verteilen sich fünf Register, der mechanischen Kegelladenorgel stehen für jedes Manualregister zwei Registerzüge zur Verfügung. Die Windlade ist ab csl geteilt und versetzt so den Organisten in die Lage, trotz der wenigen Register, eine Zweimanualigkeit zu simulieren. Die Orgel wurde um 1960 auf die Brüstung der Empore umgesetzt, gleichzeitig wurde ein Motor eingebaut. Dieser versorgt das Instrument über ein aus verklebten Papprohren bestehendes Kanalsystem mit dem notwendigen Wind. Ab 2012 reinigte Orgelbau Sauer die Orgel, überarbeitete alle Funktionsteile und erneuerte die fehlenden Metallpfeifen. Die im Original erhaltenen Pfeifen des Prospektes wurden nach Überarbeitung bronziert.